# Ceratocanthus nitidus
Ceratocanthus nitidus är en skalbaggsart som beskrevs av Ernst Friedrich Germar 1843. Ceratocanthus nitidus ingår i släktet Ceratocanthus och familjen Hybosoridae. Inga underarter finns listade i Catalogue of Life.